# Coniophanes bipunctatus
La culebra dos puntos (Coniophanes bipunctatus) es una especie de culebra que pertenece a la familia Dipsadidae. Su área de distribución incluye el México neotropical, Guatemala, Belice, Honduras (incluido Roatán), Panamá, Nicaragua, Costa Rica, y quizá El Salvador.

## Subespecies
Se distinguen las siguientes subespecies:
- C. bipunctatus bipunctatus (Günther, 1858)
- C. bipunctatus biseriatus Smith, 1940